# Voodoo Island
Pour plus de détails, voir Fiche technique et Distribution.
Voodoo Island est un film d'horreur américain réalisé par Reginald Le Borg, sorti en 1957. 
Le film met en vedette Boris Karloff, l'icône populaire des films d'horreur.

## Synopsis
Un riche industriel engage un réputé trouveur de canulars, Philip Knight, afin de prouver que l'île qu'il vient d'acquérir et qu'il prévoit de développer n'est pas hantée par le vaudou. Toutefois, en arrivant sur l'île, Knight réalise rapidement que le vaudou est bien présent sur l'île lorsqu'il trouve une plante géante mangeuse d'hommes et une tribu indigène aux pouvoirs étranges.

## Fiche technique
- Titre : Voodoo Island
- Réalisation : Reginald Le Borg
- Scénario : Richard H. Landau
- Production : Howard W. Koch
- Photographie : William Margulies
- Décors : Jack T. Collis
- Montage : John F. Schreyer
- Musique : Les Baxter
- Société de distribution : United Artists
- Pays :  États-Unis
- Langue : anglais
- Durée : 76 minutes
- Date de sortie : 1957

## Distribution
- Boris Karloff : Phillip Knight
- Beverly Tyler : Sarah Adams
- Murvyn Vye : Barney Finch
- Elisha Cook Jr. : Martin Schuyler
- Rhodes Reason : Matthew Gunn
- Jean Engstrom : Claire Winter
- Adam West : Opérateur radio de la station météo (non crédité)

## Autour du film
- Le film se déroule dans le Pacifique Sud et a été filmé sur l'île de Kauai (Hawaii). Après sa sortie en salles par United Artists en 1957, le film revient sur les écrans en 1962 avec un nouveau titre : Silent Death.
- Le 20 septembre 2005, MGM (qui détient United Artists) édite Voodoo Island et The Four Skulls of Jonathan Drake dans un programme double.